# Canoagem nos Jogos Pan-Americanos de 2019
As competições de Canoagem nos Jogos Pan-americanos de 2019, em Lima, Peru, ocorreram de 27 a 30 de julho, no Parque Natural Albúfera de Medio Mundo, em Huacho, as provas de canoagem de velocidade. E no período de 2 a 4 de agosto, no Rio Canete, localizado na cidade de Lunahuaná, foram realizadas as provas de canoagem slalom e canoagem slalom extrema.
Após 2016, o Comitê Olímpico Internacional (IOC) realizou várias mudanças em seus programas esportivos, que foram subsequentemente implantadas para estes jogos. Entre as mudanças, estão a adição do evento de C2 500 metros e  C1 200 metros feminino na canoagem velocidade (o C1 200 metros já havia sido disputado nos Jogos Pan-Americanos de 2015, em Toronto), isto  resultou na retirada de dois eventos masculinos da canoagem velocidade (C1 200 metros e K2 200 metros). Ainda houve a adição de dois novos eventos de canoagem slalom extrema.
Foram disputados 18 eventos, sendo 12 na canoagem velocidade (seis por gênero) e seis na canoagem slalom (três por gênero).

## Calendário
| Julho/ Agosto | Julho/ Agosto | 24 | 25 | 26 | 27 | 28 | 29 | 30 | 31 | 1 | 2 | 3 | 4 | 5 | 6 | 7 | 8 | 9 | 10 | 11 |
| ------------- | ------------- | -- | -- | -- | -- | -- | -- | -- | -- | - | - | - | - | - | - | - | - | - | -- | -- |
| Canoagem      | Velocidade    |    |    |    | 1  | 2  | 5  | 4  |    |   |   |   |   |   |   |   |   |   |    |    |
| Canoagem      | Slalom        |    |    |    |    |    |    |    |    |   |   |   | 6 |   |   |   |   |   |    |    |

|  | Dia de competição |  | Dia de final |

## Medalhistas

### Slalom
| Evento                        | Ouro                              | Prata                            | Bronze                               |  |  |  |
| C1 Masculino detalhes         | Zachary Lokken USA Estados Unidos | Sebastián Rossi ARG Argentina    | Felipe Borges BRA Brasil             |  |  |  |
| C1 Feminino detalhes          | Ana Sátila BRA Brasil             | Lois Betteridge CAN Canadá       | Michaela Corcoran USA Estados Unidos |  |  |  |
|                               |                                   |                                  |                                      |  |  |  |
| K1 Masculino detalhes         | Pepe Gonçalves BRA Brasil         | Lucas Rossi ARG Argentina        | Keenan Simpson CAN Canadá            |  |  |  |
| K1 Feminino detalhes          | Evy Leibfarth USA Estados Unidos  | Nádia Riquelme ARG Argentina     | Sofia Reinoso MEX México             |  |  |  |
|                               |                                   |                                  |                                      |  |  |  |
| K1 Extremo Masculino detalhes | Pepe Gonçalves BRA Brasil         | Joshua Joseph USA Estados Unidos | Keenan Simpson CAN Canadá            |  |  |  |
| K1 Extremo Feminino detalhes  | Ana Sátila BRA Brasil             | Evy Leibfarth USA Estados Unidos | Sofia Reinoso MEX México             |  |  |  |

### Velocidade
Masculino
| Evento             | Ouro                                                                           | Prata                                                            | Bronze                                                                   |  |  |  |
| C1 1000 m detalhes | Isaquias Queiroz BRA Brasil                                                    | Fernando Jorge CUB Cuba                                          | Drew Hodges CAN Canadá                                                   |  |  |  |
| C2 1000 m detalhes | Sergey Torres Madrigal Fernando Jorge CUB Cuba                                 | Craig Spence Drew Hodges CAN Canadá                              | Guillermo Quirino Rigoberto Camilo MEX México                            |  |  |  |
|                    |                                                                                |                                                                  |                                                                          |  |  |  |
| K1 200 m detalhes  | Dominik Crête CAN Canadá                                                       | César de Cesare ECU Equador                                      | Rubén Rézola ARG Argentina                                               |  |  |  |
| K1 1000 m detalhes | Agustín Vernice ARG Argentina                                                  | Marshall Hughes CAN Canadá                                       | Vagner Souta BRA Brasil                                                  |  |  |  |
| K2 1000 m detalhes | Manuel Lascano Agustin Vernice ARG Argentina                                   | Jacob Steele Jarret Kenke CAN Canadá                             | Osbaldo Fuentes Mauricio Figueroa MEX México                             |  |  |  |
| K4 500 m detalhes  | Gonzalo Carreras Juan Caceres Ezequiel Di Giacomo Manuel Lascano ARG Argentina | Reinier Carrera Renier Mora Robert Benítez Fidel Vargas CUB Cuba | Mauricio Figueroa Osbaldo Fuentes Javier Lopez Juan Rodriguez MEX México |  |  |  |

Feminino
| Evento            | Ouro                                                                         | Prata                                                                         | Bronze                                                                  |  |  |  |
| C1 200 m detalhes | Nevin Harisson USA Estados Unidos                                            | María Mailliard CHI Chile                                                     | Mayvihanet Borges CUB Cuba                                              |  |  |  |
| C2 500 m detalhes | Mayvinahet Borges Katherin Nuevo CUB Cuba                                    | Maria Mailliard Karen Rocco CHI Chile                                         | Rowan Hardykavanagh Ane Lavoieparent CAN Canadá                         |  |  |  |
|                   |                                                                              |                                                                               |                                                                         |  |  |  |
| K1 200 m detalhes | Sabrina Ameghino ARG Argentina                                               | Andréanne Langlois CAN Canadá                                                 | Beatriz Briones MEX México                                              |  |  |  |
| K1 500 m detalhes | Beatriz Briones MEX México                                                   | Andreáne Langlois CAN Canadá                                                  | Ana Paula Vergutz BRA Brasil                                            |  |  |  |
| K2 500 m detalhes | Andréanne Langlois Alanna Bray-Lougheed CAN Canadá                           | Maria Garro Brenda Rojas ARG Argentina                                        | Beatriz Briones Karina Alanis MEX México                                |  |  |  |
| K4 500 m detalhes | Andreánne Langlois Alexa Irvins Alanna Bray-Lougheed Anna Negulic CAN Canadá | Beatriz Briones Karina Alanis Brenda Gutierrez Maricela Montemayor MEX México | Maria Garro Micaela Maslein Brenda Rojas Sabrina Ameghino ARG Argentina |  |  |  |

## Classificação
Um total de 169 atletas de canoa e caiaque se classificaram para competir. 125 participaram na velocidade (60 por gênero e cinco convites) e 44 se classificaram para a canoagem slalom (22 por gênero).  O país-sede (Peru) recebeu duas vagas para eventos de canoagem slalom e obteve qualificação na Canoagem Velocidade. Um país inscreveu até seis atletas na canoagem slalom (três por gênero) e até 16 na canoagem velocidade.

## Quadro de medalhas
| Ordem | País               | Medalha de ouro | Medalha de prata | Medalha de bronze |    |
| ----- | ------------------ | --------------- | ---------------- | ----------------- | -- |
| 1     | BRA Brasil         | 5               |                  | 3                 | 8  |
| 2     | ARG Argentina      | 4               | 4                | 2                 | 10 |
| 3     | CAN Canadá         | 3               | 6                | 4                 | 13 |
| 4     | USA Estados Unidos | 3               | 2                | 1                 | 6  |
| 5     | CUB Cuba           | 2               | 2                | 1                 | 5  |
| 6     | MEX México         | 1               | 1                | 7                 | 9  |
| 5     | CHI Chile          |                 | 2                |                   | 2  |
| 6     | ECU Equador        |                 | 1                |                   | 1  |
| TOTAL | TOTAL              | 18              | 18               | 18                | 54 |